# 24
Het jaar 24 is het 24e jaar in de 1e eeuw volgens de christelijke jaartelling.

## Gebeurtenissen

### Italië
- Gaius Silius Aulus Caecina Largus wordt door de Senaat aangeklaagd wegens chantage en pleegt zelfmoord.

### Numidië
- De Numidische opstand (sinds 17) onder leiding van Tacfarinas in Africa, wordt door de Romeinen onderdrukt.

### China
- Een burgeroorlog verscheurt het Chinese Keizerrijk, de hoofdstad Chang'an wordt door rivaliserende clans verwoest.

## Overleden
- Tacfarinas, Numidisch militaire leider